# Velence
Velence es una localidad húngara, perteneciente al condado de Fejér.

## Historia
En la segunda mitad del siglo XIX, el lugar, perteneciente al condado de Fejér, tenía contabilizadas 255 casas.